# Cuevas de San Marcos
Cuevas de San Marcos ist eine Gemeinde (municipio) mit 3.620 Einwohnern (Stand: 2024) in der Provinz Málaga in der Autonomen Region Andalusien im Süden Spaniens.

## Geographie
Cuevas de San Marcos liegt 88 km von Málaga und 487 km von Madrid entfernt. Cuevas de San Marcos ist ein Bauerndorf, in dem vor allem Oliven angebaut und Öl der Sorte Hojiblanca produziert wird. Der Name stammt von seinem Schutzpatron, dem Evangelisten Markus, und der berühmten Höhle von Belda. Der Ort grenzt an Cuevas Bajas, Encinas Reales, Iznájar, Rute und Villanueva de Algaidas.

## Geschichte
Die Geschichte der Stadt Cuevas de San Marcos reicht bis ins Jahr 1806 zurück. Ehemals als Cuevas Altas bekannt, führte die Abtrennung von Antequera zur Gründung einer unabhängigen Gemeinde, die ihren heutigen Namen erhielt.

## Bevölkerungsentwicklung
| 1842  | 1900  | 1950  | 1980  | 1990  | 2000  | 2010  | 2020  |
| ----- | ----- | ----- | ----- | ----- | ----- | ----- | ----- |
| 3.711 | 4.676 | 5.454 | 2.099 | 4.081 | 3.988 | 4.018 | 3.617 |